# Senzai-wakashū
Senzai-wakashū (jap. 千載和歌集 auch: 千載集 Senzaishū, wörtlich Sammlung aus tausend Jahren) ist eine Waka-Anthologie aus der ausgehenden Heian-Zeit Japans, die 1187 zusammengestellt wurde. Die Anthologie wurde auf Befehl des bereits abgelösten Tennō Go-Shirakawa (1127–1192) von Fujiwara no Shunzei (1114–1204) kompiliert. Die Anthologie umfasst 20 Rollen mit insgesamt 1.285 Waka.